# 聖若望英文書院
聖若望英文書院，全稱天主教會聖若望英文書院（St. Johannes College（Catholic School）），是一所位於香港九龍塘火石道及窩打老道的私立幼稚園兼小學。創校至今，興辦過幼稚園、小學、中學以及夜中學4個學部；小學部窩打老道現址原為美國國際學校所在地，中學部及夜中學（1968年9月開辦）現已停辦。

## 校政管理
歷任校監
- 1962年至2009年：梁挺生 先生
- 2009年至今：梁欽聖 先生[7][註 1]

歷任校長
- 1962年至1968年：麥偉英 先生（中學部）[8]
- 1968年至？：林忠晉 先生（中學部）[9]
- 杜家偉 先生（中學部）
- 勞碧華 女士（小學部）[9][10]
- 1980年代至2010年1月：叢桂英 女士（幼稚園、中學部及小學部）[11][12]
- 2010年1月至2018年：陸梁佳儀 女士（幼稚園及小學部）[13][註 1]
- 2018年至2023年：何綺霞 女士（幼稚園及小學部）[14][15]
- 2023年至今：Gorman Lauren Elise 女士（幼稚園及小學部）[16]

歷任副校長
- 杜家偉 先生（中學部）[9]

## 學校歷史
香港教育家梁挺生於1962年創立聖若望英文書院，1963年正式向政府註冊，至今一直以英語作為教學語言。創校初期，學校分為男校（九龍太子道454號，1965年9月遷址秀竹園道自置校址）、女校（九龍塘界限街126號，1963年起租用）以及小學（九龍塘金巴倫道12號）；男校及女校招收小五至中六年級學生，英文小學則招收小一至小六學生入讀。後來於1967年擴展至5個分校，包括中學部男校（設於尖沙咀九廣鐵路第五段，現址為香港理工大學後面，由潮州會館名譽顧問、則師林肇庭負責設計校舍）、中學部女校與小學部男女校（秀竹園道11號、界限街126號、太子道454號，全日制女校於1968年擴校兼蒙恒生銀行租出太子道360號，即現時的恒生九龍城大廈作為校舍之用）以及幼稚園部（金巴倫道12號），且兼設男女子宿舍，分別於界限街和金巴倫道校址內；自1967年起以全日制形式上課。1966年5月，學校邀得時任天主教香港教區主教白英奇主持主保聖若望聖像揭幕儀式。1969年，除了主辦新界兒童夏令營，也舉行首屆陸運會及水運會。
及後在1971年，前台灣教育部長鍾皎光曾經到訪該校進行考察。而創校首10年，校方沒有安排畢業生參加升中試，至1972年才首次派小六學生參與其中。同年中學女校基於界限街課室結構未必能容納更多學生以達到消防要求，於是搬遷至森麻實道2號繼續營運，又開始增設幼兒班。為了處理赴美求學的學生的升學問題，校方在1982年於三藩市設辦事處；1984年由校監到美國跟數間院校洽談有關事宜。踏入1990年代之前，中學部於1980年代統一整合為男女校，停辦前的校舍設於美孚和大角咀（大同新邨旺堤街）兩個地區。隨著教育署改變買位中學政策，停止向該校購買中一學位，中學部其後停辦。聖若望英文書院現時的校舍佔地約4000平方米，校園內設有13個課室，另設校園直播室、電腦室、音樂室、圖書角等設施。小一至小六年級設2至3班，幼稚園設半日制及全日制班別。
經歷了數度遷校，聖若望英文書院原先的校舍位於界限街121號。在2000年10月租約期屆滿前，校方於1999年1月租用窩打老道101號及火石道3號作為小學及幼稚園部新校舍。但是另覓校址的過程一度引起社會討論。事緣聖若望英文書院於2000年曾獲教育署敦促為學生作適切及具體的上課安排，局方於同年9月發出新聞公報指出火石道三號的校舍內的6間課室被屋宇署核定為非僭建部份且接納為註冊校舍。窩打老道101號校舍內絕大部分課室以及所有洗手間卻悉數被確定為非法建築物，需要被清拆，所以教育署不批准該校舍註冊的申請。全日制學生當時因新校舍無法通過註冊程序而被迫以半日制形式上課。校監梁挺生不滿教育署拒絕有僭建物的新校舍註冊，向法庭申請司法覆核，終被香港高等法院駁回申請。
直至2010年1月，聖若望英文書院出現校政風波。該校校監梁欽聖於校務會議上要求時任校長叢桂英提早退休，引發席間近半數教職員集體離職。由於牽涉勞資糾紛，警方接獲最少兩宗懷疑滋擾報案，令該校的校政一度受到公眾注目；其中校方委聘沒有專業資格的新任校長及代課老師的安排遭到投訴。被辭退的叢桂英翌年就梁挺生遺囑明言會餽贈一千萬元予她一事，與梁欽聖對簿公堂。2018年，學校再發生校巴中途轉車遺留幼童在街上的事件。校方不積極理會的態度引起家長不滿。

## 其他資料

聖若望英文書院於1962年至1980年代採用的舊校徽

香港排球之父兼港九排球聯會創始人石振達於1960年代至1970年代曾擔任中學部的體育主任。前香港立法局議員李鵬飛則曾是該校校董。此外，聖若望英文書院於1968年成立校友會，然而有關組織現已不再存在。教學方面，學校設有英文故事閱讀科和英文閱讀獎勵計劃，曾假香港中文大學舉行「牛津劍橋英文夏令營」，以讓學生通過與來自牛津大學及劍橋大學的外籍導師交流來提升英語水平。有關教材也得到該兩所大學的教授審批與修訂。

## 昔日校園組織
| (1)                                                |
| -------------------------------------------------- |
| - 軍樂隊 - 銀樂隊 - 交通安全隊 - 攝影學會 - 理學會 |

## 著名/傑出校友
小學部
- 麥鎮東：無綫電視監製
- 李元科（1960年代小五）：香港導演及電視劇集監製
- 劉卓輝（1974年小六）：香港填詞人
- 樊少皇（1984年小六）：香港男演員
- 劉永健（1984年小六）：香港男演員[50]
- 洪天明（至1984小四）：香港男演員
- 唐劍康（小六）：香港唱片騎師及節目主持
- 衛蘭（1994年小六）：香港女歌手
- 衛詩（1994年小六）：香港女歌手
- 葉泓聲（2001年小六）：香港男歌手及演員、前男子歌唱組合天堂鳥成員
- 楊嘉怡（1981年小六）：香港賽車手

中學部
- 陳傑柱（1963年中五）：前香港童軍總會總監（2007年至2011年）、前中區警區助理指揮官及高級警司
- 譚耀文（1986年中五，大角咀分校）：香港男演員
- 程可為（中五）：香港女演員[註 2]
- 李麗麗：香港女演員

## 外部連結
- 聖若望英文書院的Facebook專頁
- 聖若望英文書院的Instagram帳戶
- 聖若望英文書院校網 （页面存档备份，存于）
- 聖若望英文書院小學部校舍（1972年），取自《In Memory of the 10th Anniversary of St. Johannes College (1962-1972)》 （页面存档备份，存于）
- 聖若望英文書院男校中學部校舍（1967年），取自《In Memory of the 10th Anniversary of St. Johannes College (1962-1972)》 （页面存档备份，存于）
- 聖若望英文書院女校中學部校舍（1972年），取自《In Memory of the 10th Anniversary of St. Johannes College (1962-1972)》 （页面存档备份，存于）